# Psychotria magnasepala
Psychotria magnasepala är en måreväxtart som beskrevs av Seymour Hans Sohmer. Psychotria magnasepala ingår i släktet Psychotria och familjen måreväxter. Inga underarter finns listade i Catalogue of Life.